# Sukhoi Su-9
Bài này nói về loại máy bay siêu thanh Su-9 "Fishpot". Còn một bài khác nói về loại máy bay tiêm kích đánh chặn cận âm cũng có tên là Su-9, xem Sukhoi Su-9 (1946).
Sukhoi Su-9 (tên ký hiệu của NATO Fishpot) là một loại máy bay tiêm kích đánh chặn 1 động cơ, bay trong mọi thời tiết, vũ khí trang bị bằng tên lửa được Liên Xô phát triển trong chiến tranh lạnh.

## Phát triển
Su-9 được phát triển từ những nghiên cứu khí động học của TsAGI, trung tâm khí động học Xô Viết, trong thời gian chiến tranh Triều Tiên, nó được lựa chọn từ vài hình dạng khí động học tốt nhất được tối ưu hóa bằng các thử nghiệm trước đó cho máy bay tiêm kích phản lực. Thiết kế này bay lần đầu tiên vào năm 1956 với tên gọi mẫu thử nghiệm T-405. Su-9 được phát triển cùng lúc với Su-7 'Fitter', cả hai đều xuất hiện trước Phương Tây tại Ngày hàng không Tushino vào 24 tháng 6-1956, tại đây Su-9 bị các học giả Phương Tây gán cho cái tên là Fitter-B. Nó bắt đầu phục vụ vào năm 1959.
Tổng cộng có 1.100 chiếc Su-9 được chế tạo. Người ta tin rằng một số nhỏ Su-9 đã được nâng cấp thành mẫu Su-11 'Fishpot-C'. Không một chiếc Su-9 nào được xuất khẩu tới các quốc gia đồng minh của Liên Xô, kể cả các nước thuộc Khối Warszawa. Những chiếc Su-9 và Su-11 sau đó đã ngừng hoạt động trong thập niên 1970. Một số chiếc được giữ lại để làm phương tiện thử nghiệm hoặc cải tạo thành các dụng cụ huấn luyện, hay được sử dụng như máy bay không người lái được điều khiển từ xa. Nó bị thay thế bởi loại máy bay nâng cấp Su-11 và các loại máy bay cấp cao hơn là Su-15 'Flagon' và MiG-25 'Foxbat'.
Những hồ sơ ghi lại các trận đánh của Su-9 Fishpot, nếu có đều không được công bố. Có khả năng đó là những cuộc đánh chặn các máy bay do thám của đối phương, mà các chi tiết đã được phân loại mật, nhưng không được thừa nhận công khai.
Vào 4 tháng 9-1962, một chiếc Su-9 sửa đổi (có tên gọi là T-431 bởi phòng thiết kế) được điều khiển bởi phi công Vladimir Sergeievitch Ilyushin đã lập kỷ lục thế giới với độ cao tuyệt đối đạt 28.852 m (94.658 ft). Vào tháng 11 cùng năm Ilyushin lại đạt kỷ lục về tốc độ/độ cao duy trì liên lục trên cùng loại máy bay.

## Thiết kế kỹ thuật
Bề ngoài thân và cánh đuôi của Su-9 khá giống với Su-7, nhưng Su-7 có thiết kế cánh xuôi sau, 'Fishpot' sử dụng cánh tam giác 53° với các đuôi nằm ngang truyền thống. Nó dùng động cơ Lyulka AL-7 và mũi và lối vào khí giống với Su-7. Cái mũi hình nón nhô ra chứa trong đó hệ thống radar.
Su-9 được phát triển từ một mẫu máy bay phát triển sớm với tên gọi T-3, và Su-9 có lẽ là giống T-3 nhất. Trong phòng thiết kế, Su-9 còn được biết đến với tên gọi T-43.
Cánh tam giác của Su-9 được chấp nhận do nó khiến lực kéo nhỏ hơn khi máy bay đạt chế độ bay siêu thanh. Thể tích lớn của nó cho phép tăng vừa phải khả năng chứa nhiên liệu so với Su-7. Su-9 có khả năng bay với tốc độ Mach 1.8 trên cao, và Mach 1.14 khi mang tên lửa. Tỷ lệ nhiên liệu của nó tuy còn nhỏ và bán kính hoạt động vẫn còn giới hạn. Tốc độ quay của Su-9 cao hơn Su-7 đạt 360 km/h (225 mph). Không giống như Su-7, có hệ thống điều khiển rất nặng nhưng dễ điều khiển, 'Fishpot' nhẹ hơn và hệ thống điều khiển khá nhạy, nhưng nó không hề tốt tý nào khi phi công mắc sai lầm.
Su-9 có radar gốc là R1L (tên ký hiệu của NATO là 'High Fix') trong mũi và vũ khí trang bị có 4 tên lửa không đối không điều khiển bằng tín hiệu radio K-5 (AA-1 'Alkali'). Cũng như mọi tên lửa khác, K-5 bị giới hạn trong không chiến tầm gần. Không giống như Su-7 và Su-15 sau đó, không một chiếc Su-9 nào được trang bị pháo, dù 2 giá treo trên thân được dùng để treo thùng nhiên liệu phụ vứt được.
Một phiên bản huấn luyện 2 chỗ, có tên gọi là Su-9U, được sản xuất với số lượng giới hạn (50 chiếc). Nó được NATO gán cho cái tên 'Maiden'. Nó được trang bị vũ khí đầy đủ và hệ thống radar với những màn hình hiển thị trong cả hai buồng lái, cho phép học viên thực hành mọi khía cạnh của nhiệm vụ đánh chặn, nhưng vì ghế thứ hai nên máy bay đành phải bỏ bớt nhiên liệu mang theo nên nó không nó khả năng không chiến thật sự.

## Các phiên bản

Sukhoi Su-9

T-405
Nguyên mẫu của Su-9.
Su-9
Phiên bản sản xuất chính, khoảng 1100 chiếc được chế tạo.
Su-9U
Phiên bản huấn luyện, vũ khí và trang bị đầy đủ nhưng không có khả năng không chiến thực thụ, khoảng 50 chiếc.
T-431
Su-9 sửa đổi để lập các kỷ lục thế giới về độ cao tuyệt đối vào năm 1962.
Sukhoi Su-11
Phát triển từ Su-9.

## Quốc gia sử dụng
Liên Xô
- Quân chủng Phòng không Xô viết

## Thông số kỹ thuật (Su-9)

### Đặc điểm riêng
- Phi đoàn: 1
- Chiều dài: 17.37 m (57 ft 0 in)
- Sải cánh: 8.43 m (27 ft 8 in)
- Chiều cao: 4.88 m (16 ft 0 in)
- Diện tích cánh: 34 m² (366 ft²)
- Trọng lượng rỗng: 8.620 kg (19.000 lb)
- Trọng lượng cất cánh: 12.250 kg (27.000 lb)
- Trọng lượng cất cánh tối đa: 13.500 kg (29.700 lb)
- Động cơ: 1× Lyulka AL-7, 90 kN (19.840 lbf)

### Hiệu suất bay
- Vận tốc cực đại: Mach 2.0, 2.135 km/h (1.325 mph)
- Tầm bay: 1.125 km (340 mi)
- Trần bay: 16.760 m (55.000 ft)
- Vận tốc lên cao: 136.7 m/s (27.000 ft/min)
- Lực nâng của cánh: 383 kg/m² (74 lb/ft²)
- Lực đẩy/trọng lượng: 0.73

### Vũ khí
- 4x tên lửa không đối không K-5 (AA-1 'Alkali')

## Nội dung liên quan

### Máy bay có cùng sự phát triển
- Sukhoi Su-7
- Sukhoi Su-11

### Máy bay có tính năng tương đương
- McDonnell F-101B Voodoo
- Convair F-102 Delta Dagger
- English Electric Lightning
- Mikoyan-Gurevich MiG-21